# Hippia lignosa
Hippia lignosa är en fjärilsart som beskrevs av Heinrich Benno Möschler. Hippia lignosa ingår i släktet Hippia och familjen tandspinnare. Inga underarter finns listade i Catalogue of Life.